# لئون سوسه
لئون سوسه (فرانسوی: Léon Susse‎; ۲۳ سپتامبر ۱۸۴۴ – ۱۶ آوریل ۱۹۱۰) قایقران قایق بادبانی اهل فرانسه بود.